# Hyles linearis
Hyles linearis är en fjärilsart som beskrevs av Lucas 1891. Hyles linearis ingår i släktet Hyles och familjen svärmare. Inga underarter finns listade i Catalogue of Life.